# Изоморфизъм на групи
Изоморфизмът на групи е математическа функция в абстрактната алгебра, която задава биекция между елементите на две групи по начин, запазващ зададените за групите операции. Ако съществува изоморфизъм между две групи, то те се наричат изоморфични. От гледна точка на теорията на групите изоморфичните групи имат еднакви свойства и няма нужда да бъдат разграничавани.
За дадени две групи {\displaystyle (G,*)} и {\displaystyle (H,\odot )} всеки изоморфизъм от {\displaystyle (G,*)} към {\displaystyle (H,\odot )} е биективен хомоморфизъм от {\displaystyle G} към {\displaystyle H}. Така изоморфизмът е биективна функция {\displaystyle f:G\to H}, така че за всеки {\displaystyle u} и {\displaystyle v} в {\displaystyle G} е изпълнено
{\displaystyle f(u*v)=f(u)\odot f(v)}.